# خربة المشيرفة
خربة المشرفية الاسم التوراتي (روش هنكرا) تقع على الساحل الفلسطيني على بعد حوالي كيلومتر واحد إلى الشرق من البحر الأبيض المتوسط، وحوالي 10 كيلو متر إلى الشمال الغربي من تل كابري. تبلغ مساحتها حوالي 3 هكتار، وقد كانت مسكونة خلال المراحل الثلاثة الأولى من العصر البرونزي القديم ومحصنة خلال المرحلتين الثانية والثالثة منه.